# Okręg wyborczy nr 40 do Senatu Rzeczypospolitej Polskiej (2001–2011)
Okręg wyborczy nr 40 do Senatu Rzeczypospolitej Polskiej obejmował w latach 2001–2011 obszar miast na prawach powiatu Szczecina i Świnoujścia oraz powiatów goleniowskiego, gryfickiego, gryfińskiego, kamieńskiego, łobeskiego, myśliborskiego, polickiego, pyrzyckiego i stargardzkiego (województwo zachodniopomorskie). Wybierano w nim 2 senatorów na zasadzie większości względnej.
Powstał w 2001, jego obszar należał wcześniej do okręgów obejmujących województwo szczecińskie i część województwa gorzowskiego. Zniesiony został w 2011, na jego obszarze utworzono nowe okręgi nr 97 i 98.
Siedzibą okręgowej komisji wyborczej był Szczecin.

## Reprezentanci okręgu
| Rok  | Senator komitet wyborczy                 | Senator komitet wyborczy                                         | Senator komitet wyborczy                 | Senator komitet wyborczy                                         |
| ---- | ---------------------------------------- | ---------------------------------------------------------------- | ---------------------------------------- | ---------------------------------------------------------------- |
| 2001 |                                          | Czesława Christowa KKW Sojusz Lewicy Demokratycznej – Unia Pracy |                                          | Zbigniew Zychowicz KKW Sojusz Lewicy Demokratycznej – Unia Pracy |
| 2005 |                                          | Jacek Sauk Prawo i Sprawiedliwość                                |                                          | Włodzimierz Łyczywek Platforma Obywatelska RP                    |
| 2007 |                                          | Krzysztof Zaremba Platforma Obywatelska RP                       | Jan Olech Platforma Obywatelska RP       |                                                                  |
| 2011 | okręg zniesiony, patrz okręgi nr 97 i 98 | okręg zniesiony, patrz okręgi nr 97 i 98                         | okręg zniesiony, patrz okręgi nr 97 i 98 | okręg zniesiony, patrz okręgi nr 97 i 98                         |

## Wyniki wyborów
Symbolem „●” oznaczono senatorów ubiegających się o reelekcję.

### Wybory parlamentarne 2001
| Kandydat                                              | Kandydat                  | Komitet wyborczy                                     | Głosów  |
| ----------------------------------------------------- | ------------------------- | ---------------------------------------------------- | ------- |
|                                                       | Czesława Christowa        | KKW Sojusz Lewicy Demokratycznej – Unia Pracy        | 138 732 |
|                                                       | Zbigniew Zychowicz●       | KKW Sojusz Lewicy Demokratycznej – Unia Pracy        | 132 111 |
|                                                       | Małgorzata Jacyna-Witt    | KWW Blok Senat 2001                                  | 63 989  |
|                                                       | Stanisław Wądołowski      | KWW Blok Senat 2001                                  | 59 253  |
|                                                       | Andrzej Hatłas            | Samoobrona Rzeczpospolitej Polskiej                  | 55 245  |
|                                                       | Wojciech Żebrowski        | Polskie Stronnictwo Ludowe                           | 37 882  |
|                                                       | Andrzej Łuszczewski       | KWW ANDRZEJA ŁUSZCZEWSKIEGO                          | 35 126  |
|                                                       | Danuta Glińska-Czajkowska | Polskie Stronnictwo Ludowe                           | 33 241  |
|                                                       | Leszek Dorosz             | Konserwatywno-Liberalna Partia Unia Polityki Realnej | 21 901  |
| Frekwencja: 43,39% Źródło: Państwowa Komisja Wyborcza |                           |                                                      |         |

*Zbigniew Zychowicz reprezentował w Senacie IV kadencji (1997–2001) województwo szczecińskie (został wybrany w 2000).

### Wybory parlamentarne 2005
| Kandydat                                              | Kandydat             | Komitet wyborczy                    | Głosów |
| ----------------------------------------------------- | -------------------- | ----------------------------------- | ------ |
|                                                       | Jacek Sauk           | Prawo i Sprawiedliwość              | 98 644 |
|                                                       | Włodzimierz Łyczywek | Platforma Obywatelska RP            | 97 139 |
|                                                       | Jan Stopyra          | Sojusz Lewicy Demokratycznej        | 46 816 |
|                                                       | Jan Sylwestrzak      | Sojusz Lewicy Demokratycznej        | 38 306 |
|                                                       | Wojciech Kwiatkowski | Liga Polskich Rodzin                | 37 979 |
|                                                       | Adam Szymski         | Samoobrona Rzeczpospolitej Polskiej | 35 340 |
|                                                       | Warcisław Kunc       | Polskie Stronnictwo Ludowe          | 32 586 |
|                                                       | Bogusław Marciniak   | Liga Polskich Rodzin                | 31 977 |
|                                                       | Zbigniew Zychowicz●  | KWW Zbigniewa Zychowicza            | 27 525 |
|                                                       | Adam Pik             | Platforma Janusza Korwin-Mikke      | 25 639 |
|                                                       | Mieczysław Wysiecki  | Partia Demokratyczna – demokraci.pl | 22 665 |
|                                                       | Juliusz Słowacki     | Polskie Stronnictwo Ludowe          | 15 768 |
|                                                       | Jarosław Jarzębowski | Polska Partia Narodowa              | 7331   |
| Frekwencja: 38,25% Źródło: Państwowa Komisja Wyborcza |                      |                                     |        |

### Wybory parlamentarne 2007
| Kandydat                                              | Kandydat               | Komitet wyborczy                      | Głosów  |
| ----------------------------------------------------- | ---------------------- | ------------------------------------- | ------- |
|                                                       | Krzysztof Zaremba      | Platforma Obywatelska RP              | 203 922 |
|                                                       | Jan Olech              | Platforma Obywatelska RP              | 162 875 |
|                                                       | Małgorzata Jacyna-Witt | Prawo i Sprawiedliwość                | 98 180  |
|                                                       | Karol Osowski          | KKW Lewica i Demokraci SLD+SDPL+PD+UP | 93 020  |
|                                                       | Jacek Sauk●            | Prawo i Sprawiedliwość                | 85 062  |
|                                                       | Sławomir Kucal         | Polskie Stronnictwo Ludowe            | 49 885  |
|                                                       | Krzysztof Bukiel       | Unia Polityki Realnej                 | 17 133  |
|                                                       | Stanisław Możejko      | Liga Polskich Rodzin                  | 11 998  |
|                                                       | Grzegorz Durski        | Liga Polskich Rodzin                  | 11 825  |
| Frekwencja: 53,53% Źródło: Państwowa Komisja Wyborcza |                        |                                       |         |